# ميخائيل أوسوليفان
ميخائيل أوسوليفان (بالإنجليزية: Michael O'Sullivan)‏ (18 فبراير 1995 في المملكة المتحدة - ) هو لاعب كرة قدم أمريكي في مركز الدفاع.

## وصلات خارجية
- ميخائيل أوسوليفان على موقع قاعدة بيانات كرة القدم.إي يو (الإنجليزية)